# 大崎刚彦
大崎刚彦（1939年2月27日—2015年4月28日）是一名日本男子游泳运动员。他在1960年夏季奥林匹克运动会中，参加了男子200米蛙泳比赛并获得银牌。
大崎在76岁时因間質性肺病去世。